# Чорна ікра

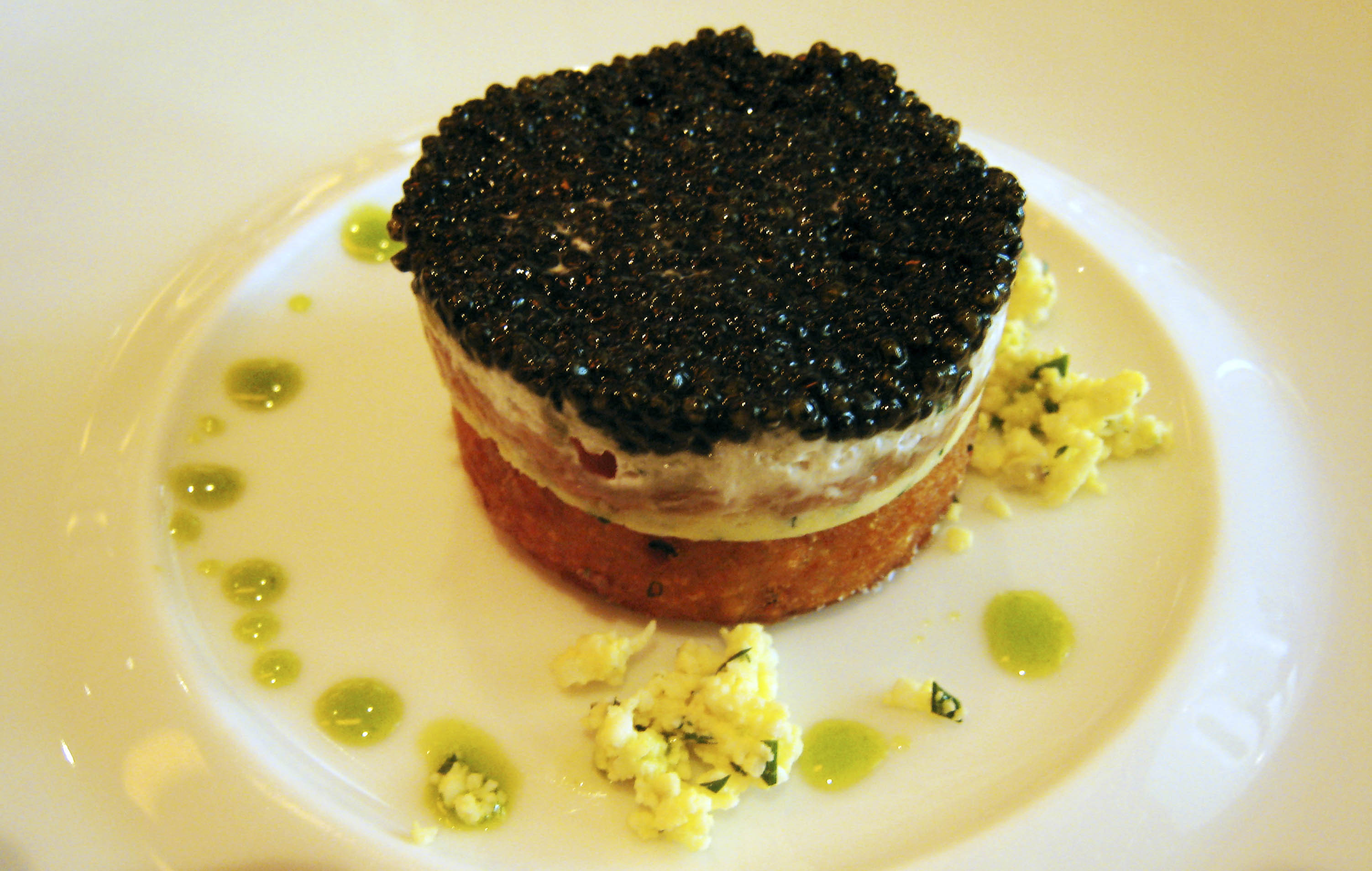
Канапка із чорною ікрою

Чорна ікра — загальна назва ікри, що отримується з осетрових риб. Традиційна чорна ікра отримується з таких видів, як осетер, білуга, севрюга. Слово «кав'яр», що означає паюсну або зернову ікру, як і європейська назва «caviar», походить від турецького «havyar».

## Отримання та обробка
За своїм походження чорна ікра буває двох видів: «дика» та «аквакультурна». «Дика» чорна ікра отримується з вільноживучих осетрових диких популяцій. Відповідно, «аквакультурна» ікра отримується на спеціалізованих рибогосподарських підприємствах, які власноруч вирощують осетрових. 
Чорну ікру з диких популяцій осетрових раніше отримували в Каспійському, Азовському та Чорному морях, пониззі Дунаю, в Приамур’ї та в Китаї. 
Розрізняють три основних види чорної ікри залежно від риб, з яких її отримали: білужа, осетрова та севрюжа. Найбільша за розмірами та найцінніша — ікра білуги. Виділяють шість стадій зрілості ікри. Зазвичай, на зернисту ікру йде четверта стадія, третя — на паюсну, а друга — на ястикову. В аквакультурних господарствах зрілість визначається шляхом відбору невеликих порцій ікри за допомогою спеціального зонду.  
За методом виготовлення чорна ікра розділяється на зернисту банкову, зернисту бочкову, паюсну та ястикову. Зерниста ікра не підлягає пастеризації і складається з цілих, не деформованих ікринок, що легко відокремлюються одне від одного. За ступенем засолу зерниста ікра може бути слабосоленою (банковою) або сильносоленою (бочковою). Паюсна ікра отримується шляхом засолу в підігрітому насиченому сольовому розчині при постійному помішуванні та наступному пресуванні ікри. Ястикова ікра готується з ястиків, без відокремлення ікринок від сполучної тканини, шляхом сильного засолу в розчині харчової солі. Ястики попередньо нарізаються на шматки довжиною 10–12 см. За походженням від певного виду риб така ікра не розділяється. Виготовляється двох сортів, що відрізняються один від одного солоністю.

## Промисел
Вилов осетрових заради їхнього м'яса, чорної ікри та інших продуктів був традиційним промислом в усіх регіонах, де зустрічалися осетрові — в басейнах Чорного, Азовського та Каспійського морів, в річках Сибіру, в Північній Америці тощо. Тим не менш, скорочення чисельності осетрових внаслідок надмірного вилову та інших негативних факторів призвело до заборони їх вилову в багатьох країнах світу, в тому числі і в Україні. Для прикладу, статистика свідчить про більш ніж 95% скорочення обсягів вилову осетрових в межах румунського Дунаю, причиною чому був надмірний вилов, а також побудова греблі Залізні Ворота, що фізично унеможливило міграцію осетрових вверх по течії Дунаю. 
Згідно офіційних даних, в 2018 році жодна країна світу офіційно не мала квот на експорт продуктів з диких білуг (Huso huso), хоча ще в 2001 році в Румунії отримували квоти на експорт 35 тон м'яса білуги та 3,1 тони чорної ікри. З 2011 року в усіх прикаспійських країнах введено мораторій на промисловий вилов осетрових в басейні Каспійського моря. Також з 2009 року усі види осетрових занесено до Червоної книги України. 

## Ціна
Чорна ікра є одним з найдорожчих продуктів, що отримуються з видів, що мешкають у дикій природі. Станом на початок 2019 року найдорожча чорна ікра — отримана з білуги — коштувала в Україні близько 2000$ за кілограм. Друга за вартістю — ікра осетрів — коштує від 600 до 1000$ за кілограм. Кілограм ікри стерляді коштує від 200 до 600$. Для прикладу, кілограм слонової кістки майже вдвічі дешевший за ікру білуги.

## Склад чорної ікри
Чорна ікра — цінний харчовий продукт, що містить різні вітаміни (А, група В, C, E, D), макро- та мікроелементи (кальцій, фосфор, селен та інші), незамінні амінокислоти та омега-3 ненасичені жирні кислоти.
Існує поширений міф про надзвичайну користь чорної ікри для профілактики та лікування багатьох захворювань. Тим не менш, більшість елементів та сполук, що містяться в чорній ікрі, можливо отримати і з інших доступних харчових джерел, а надзвичайно висока вартість чорної ікри навряд чи дасть змогу споживати її в кількості, достатній для задоволення потреби в таких сполуках.

## Охорона осетрових
Надмірний вилов та знищення оселищ осетрових призвело до того, що майже усі види осетрових охороняються на національних та міжнародних рівнях. Зокрема, осетрові охороняються Бернською та Боннською конвенціями, а також занесені до Червоного списку Міжнародного союзу охорони природи.
Окрім того, міжнародна торгівля осетровими та продуктами з них (в т.ч. чорною ікрою) регулюється Конвенцією про міжнародну торгівлю видами дикої фауни і флори, що перебувають під загрозою зникнення (CITES). Так легальна чорна ікра, відповідно до вимог CITES, має містити маркування, яке вказує на видову належність ікри, її походження (дика чи аквакультурна), країну походження, рік лову, код підприємства-виробника та ідентифікаційний код продукту. Україна є підписантом CITES. Вимоги конвенції передбачають, що маркуванню підлягає лише ікра для зовнішнього ринку. Маркування CITES для внутрішнього ринку є рекомендованим.